# لز آندلی
لز آندلی (به فرانسوی: Les Andelys) یک کمون (فرانسه) در فرانسه است که در شهرستان اور واقع شده‌است.
 لز آندلی ۴۰٫۶۲ کیلومتر مربع مساحت دارد  ۲۳ متر بالاتر از سطح دریا واقع شده‌است.

## خواهرخوانده
شهر هارزه‌وینکل خواهرخواندهٔ لز آندلی هست.